# Contrat jeune en entreprise
Le contrat jeune en entreprise (CJE) était un contrat de travail aidé, en France, destiné à favoriser l’embauche en CDI de jeunes âgés de 16 à 25 ans révolus, qui permettait à l’employeur de bénéficier d’une aide forfaitaire de l’État durant 2 ans.
Il est supprimé le 1er janvier 2008